# Sobaipuri
Die Sobaipuri (oder Soba, wie die Spanier sie manchmal nannten) waren ein kleiner Stamm der Uto-Aztekisch-Tano-Sprachfamilie und werden allgemein zu den Oberen Pima gezählt. Die Bedeutung ihres Namens ist nicht bekannt. Die Pima nannten sie Rsársavinâ, was so viel wie gefleckt bedeutet. Sie sprachen zudem einen leicht abgewandelten Dialekt der benachbarten Pima.

## Wohngebiet
Ihr Lebensraum zur Zeit der ersten Kontakte mit Weißen waren die Haupt- und Nebentäler des San Pedro und Santa Cruz River, sowie das Gebiet zwischen der Mündung des San Pedro River und den Casa-Grande-Ruinen, vermutlich auch östlich dieser Gebiete im südlichen Arizona. In den beiden Tälern hatten die Sobaipuri jeweils mindestens zehn bis zwölf größere Ansiedlungen sowie in den Nebentälern nochmals mehrere verstreut liegende kleinere Dörfer. Jede Siedlung war autonom und hatte ihr eigenes Oberhaupt. Kam es aber zu größeren Kriegsunternehmungen oder mussten die Siedlungen gegen einen gemeinsamen Feind verteidigt werden, schlossen sich mehrere benachbarte Siedlungen zu kurzfristigen Allianzen zusammen. Die Sobaipuri betrieben intensiven Ackerbau wie ihre Nachbarn, die Akimel O’odham.
Frühere Siedlungen, die den Sobaipuri zugeschrieben werden: Alamos, Aribaiba, Babisi, Baicadeat, Busac, Camani, Causac, Comarsuta, Esqugbaag, Guevavi, Jaumalturgo(?), Jiaspi, Muiva, Ojio, Optuabo, Quiburi, Quiquiborica, Reves San Angelo, San Clemente, San Felipe, San Salvador, Santa Eulalia, San Xavier del Bac, Sonoita, Suamca, Tube, Tumacacori, Turisai, Tusonimon, Tutoida

## Geschichte
Als die Jesuiten und die Spanier in die Pimeria Alta vorstießen, lebten die Sobaipuri in kriegerischen Auseinandersetzungen mit den Opata im Süden und den Westlichen Apachen und Chiricahua im Norden. Wie die Oberen und Unteren Pima, Opata und Tarahumara übernahmen die Sobaipuri schnell das Christentum und baten um Entsendung von Missionaren und die Errichtung von Missionen auf ihrem Gebiet, um Schutz vor den immer brutaleren und häufigeren Apachen-Raubzügen zu finden. Aber erst von 1694 bis 1702 konnte Pater Kino mehrere Missionen errichten.
Die Sobaipuri wurden zusammen mit den Pima und Opata schnell zur wichtigsten Stütze der spanischen Missionen, Siedlungen und Städte und zum Bollwerk gegen die Apachen. Neben den Opata hatten die Sobaipuri am stärksten unter den Angriffen, Verschleppungen von Frauen und Kindern und dem Raub von Nahrungsmitteln sowie der Vernichtung der Ernten zu leiden. Die Sobaipuri galten bei den Spaniern unter den Pima als die tapfersten und kühnsten Krieger und Scouts, da ihre Siedlungen mitten im Weg der großen Plunder Trails der Chiricahua und Westlichen Apachen lagen.
Doch irgendwann konnten die Sobaipuri den ständigen Angriffen der Apachen nicht mehr standhalten, und 1705 verließen sie das San Pedro Valley und zogen nach San Xavier del Bac (wachkk oder Wa:k – „da wo das Wasser fließt“ oder „da wo das Wasser (des Santa Cruz River) in den Boden versickert“, einer Missionsstation der Tohono O’Odham) und Tucson (abgeleitet von S-cuk Son, sprich: „Schook-schon“ - „[am] Fuß des Schwarzen [Berges]“, bezieht sich auf einen oder beide der vulkanischen Hügel am Westufer des Santa Cruz River, eine der Akimel O'Odham) sowie Tubac. Die Tohono O'Odham-Sobaipuri werden heute als Wa:k O’odham bezeichnet.
Kurzfristig kehrten sie nochmals unter spanischem Schutz ins San Pedro Valley zurück, mussten dieses zusammen mit den Spaniern aber nach mehreren Jahren ununterbrochenen Krieges endgültig verlassen. Die Bevölkerung im Santa Cruz Valley begann ab ca. 1750 ebenfalls zu schwinden, größtenteils wegen der Apachen, aber auch auf Grund von Seuchen und Krankheiten. Der ständigen Kriege mit den Apachen müde, verließen die Sobaipuri 1762 größtenteils ihre Dörfer und suchten Schutz in den Missionen Soamca, San Xavier del Bac und Tucson. Die letzten Sobaipuri verließen die Täler 1775 und suchten Zuflucht bei den Tohono O’Odham und den Akimel O’Odham und verloren mit der Zeit ihre Identität. Manche schlossen sich, wie andere kleinere Gruppen (nomadisierende Janos, Sumas, Jocomes und Mansos) ihren früheren Feinden, den Apachen, an und ermöglichten es diesen, noch größere Raub- und Kriegszüge zu unternehmen und die ehemaligen Gebiete der Sobaipuri der Apacheria einzugliedern.

## Demographie
Es wird vermutet, dass um 1680 ungefähr 600 Sobaipuri lebten, doch dürfte diese Zahl zu niedrig sein. Nach den Berichten Pater Kinos zählten die Sobaipuri im 17. Jahrhundert ca. 4500 bis 5000 Personen. Nach jahrelangen Kämpfen und schweren Verlusten durch die Apachen sowie eingeschleppte Krankheiten und Seuchen blieben nur noch wenige hundert übrig.
Die letzte Person, die sich als Sobaipuri identifizierte, starb 1932.